# Pentamesa
Pentamesa is een geslacht van kevers uit de familie bladkevers (Chrysomelidae).
De wetenschappelijke naam van het geslacht werd in 1876 gepubliceerd door Edgar von Harold.

## Soorten
- Pentamesa depressa Wang, 1992
- Pentamesa emarginata Chen, 1987
- Pentamesa fulva (Wang, 1992)
- Pentamesa gongana (Wang, 1992)
- Pentamesa guttipennis Chen & Wang, 1980
- Pentamesa inornata Chen & Wang, 1980
- Pentamesa parva Chen & Wang, 1981
- Pentamesa scripta Medvedev, 1997
- Pentamesa sophiae An, 1988
- Pentamesa xiangchengana (Wang, 1992)